# Copa Alagipe
A Copa Alagipe (Alagoas Sergipe) foi uma competição inter-estadual de futebol do Brasil que teve uma única edição, disputada em 2005 entre clubes de  Alagoas e de Sergipe. Foi vencida pelo ASA de Arapiraca.
Convidado para disputar a competição, o Penedense abriu mão da vaga, sendo seu substituto o Coruripe.

## Regulamento
- Primeira fase:

As oito equipes estão
separadas em dois
grupos de quatro cada,
sendo os
clubes de Sergipe no A e os de
Alagoas no B. Jogam
em ida e volta somente
contra os adversários
do outro grupo. Vão
as Semi Finais os dois
primeiros de cada chave.
- Semifinal

Os classificados jogam
partidas de ida e volta.
Quem vencer, vai a final.
- Final:

Os finalistas decidem
o título em duas ou
até três partidas.

## Participantes
| equipes        |                                        |
| -------------- | -------------------------------------- |
| ASA            | 4.º colocado do alagoano de 2004       |
| Confiança      | Campeão Sergipano de 2004              |
| Corinthians-AL | Campeão alagoano de 2004               |
| Coruripe       | vice-Campeão alagoano de 2004          |
| CSA            | vice-Campeão alagoano de 2002          |
| Itabaiana      | 5.º colocado do sergipano de 2004      |
| Lagartense     | terceiro colocado do sergipano de 2004 |
| Sergipe        | vice-Campeão Sergipano de 2004         |

## Primeira fase

### 1ª Rodada
| 17 de agosto de 2005 | ASA       | 1 - 0     | Confiança | Estádio Coaracy da Mata, Arapiraca (AL) |
| 20:30 (UTC−3)        | Lamar 27' | relatório |           | Árbitro: Jorge Luiz da Silva            |

- ASA: Delmir; Fabinho, Jéferson, Fábio e Belchior; Sinvaldo, Williams, Lamar e Nenê (Anderson); Da Silva (Jota) e Sinézio (Ricardo Santana). Técnico: Canhoto.
- Confiança: Fábio; Nei, Edson, Tiago e Ramon; Dácio, Michel (Beto), Josa e Rivelino (Magno); Marcelo e Kilzer. Técnico: Laelson Lopes.

| 18 de agosto de 2005 | Sergipe | 0 - 2     | CSA                | Estádio Batistão, Aracaju (SE)                                                      |
| 15:15 (UTC−3)        |         | relatório | Alexsandro 72' 77' | Árbitro: Marcelo Tadeu Gentil Assistentes: José Carlos Vieira e Cleriston Clay Rios |

| 18 de agosto de 2005 | Itabaiana  | 1 - 0 | Corinthians-AL | Estádio Presidente Médici, Itabaiana (SE) |
| 15:15 (UTC−3)        | Robinho 3' |       |                |                                           |

| 18 de agosto de 2005 | Coruripe   | 1 - 1 | Lagartense | Estádio Gerson Amaral, Coruripe (AL) |
| 15:15 (UTC−3)        | Mateus 23' |       | Cascata 6' |                                      |

### 2ª Rodada
| 24 de agosto de 2005 | Corinthians-AL    | 4 - 0     | Sergipe | Estádio Nelson Feijó, Maceió (AL) |
| 15:15 (UTC−3)        | Edson 14' · Ytalo | relatório |         |                                   |

| 24 de agosto de 2005 | Confiança | 1 - 1     | Coruripe | Estádio Batistão, Aracaju (SE) |
| 15:15 (UTC−3)        | Alisson   | relatório | Pará 77' | Público: 2,790                 |

- Confiança: Fábio; Nei, Tiago, Edson e Ramon; Dácio, Kilzer, Michel e Rivelino (Junior Lagartense); Marcelo e Alisson (Magno). Técnico: Laelson Lopes.
- Coruripe: Hudson; Vovô, Rodrigo Antoneli, Cleber Carioca e Pará; Mateus, Mauro César, Babau e Luciano Rosa (Ivan); Alessandro (Marcos Bala) e Édson Di. Técnico: Moisés (interino).

| 24 de agosto de 2005 | Lagartense                   | 2 - 3 | ASA                                             | Estádio Barretão, Lagarto (SE)                                                             |
| 15:15 (UTC−3)        | Jorge Cruz 28' · Cascata 53' |       | Tico Mineiro 42' (pen.) · Fábio 68' · Lamar 70' | Árbitro: Antônio Hora Filho Assistentes: Claudison Souza Pequeno e Ailton Farias da Silva. |

- Lagartense: Robson; Jorge Alberto (Franco), João Santos, Santiago e Eduardo; Lima, Júnior Oliveira, Murilo e André; Cascata (Didi) e Jorge Cruz. Técnico: Natanael Ferreira.
- ASA: Delmir; Fábio, Robinho, Márcio e Belchior; Sinvaldo, Williams (Denílson), Sinézio (Souza) e Lamar; Anderson (Neném) e Tico Mineiro. Técnico: Erandir Montenegro.

| 24 de agosto de 2005 | CSA                    | 2 - 4     | Itabaiana                                      | Estádio Rei Pelé, Maceió (AL)                                                                         |
| 20:30 (UTC−3)        | Rômulo 17' · Gueba 36' | relatório | Nem 24' 73' (pen.) · Robinho 43' · Matheus 52' | Público: 2,177 pagantes Árbitro: André Romeiro Assistentes: Ticiana Falcão e Julian Ferino dos Santos |

- CSA: Beto; Robson Goiano (Jean), Cleiton, Félix e Guarilha (André); Edmilson, Lino, Rodolfo e Gueba; Alexsandro e Rômulo (Izaias). Técnico: Peu.
- Itabaiana: Acácio; Kiko (Claudinho), Almica, Kemps e Osmário; Raulino, Adilson, Robinho e Nem; Márcio Carioca e Matheus (Washington). Técnico: Freitas Nascimento.

### 3ª Rodada
| 31 de agosto de 2005 | Coruripe              | 3 - 1     | Sergipe | Estádio Gerson Amaral, Coruripe (AL) |
| 15:15 (UTC−3)        | Alessandro · Edson Di | relatório | Helder  |                                      |

| 31 de agosto de 2005 | Confiança   | 1 - 0     | Corinthians-AL | Estádio Batistão, Aracaju (SE) |
| 15:15 (UTC−3)        | Alisson 18' | relatório |                | Árbitro: Carlos Roberto Dória  |

- Confiança: Fábio; Nei, Tiago, Edson e Ramon; Dácio, Michel (Junior Lagartense), Kilzer e Rivelino (Marcelinho); Marcelo e Alisson (Magno). Técnico: Laelson Lopes.
- Corinthians-AL: Fabiano Heves; Josuel, Demerson, Edson e Pablo; Cris, Marco Antônio, Felipe (Reinaldo Mineiro) e Robson (Júlio); Neto e Deivid (Duda). Técnico: Jean Carlo.

| 31 de agosto de 2005 | ASA              | 1 - 1     | Itabaiana | Estádio Coaracy da Mata, Arapiraca (AL)         |
| 20:30 (UTC−3)        | Tico Mineiro 77' | relatório | Jajá 6'   | Público: 527 Árbitro: Hercules Martins da Silva |

- ASA: Danilo; Fábio, Robinho, Márcio e Belchior; Williams (Limoeiro), Ricardo Santana, Souza e Sinézio (Lourenço); Tico Mineiro e Denílson. Técnico: Erandir Montenegro.
- Itabaiana: Alan; Claudinho (Kiko), Kemps, Luiz Henrique e Edílson; Raulino, Adilson, Lima e Nem; Jajá e Wellington. Técnico: Freitas Nascimento.

| 3 de setembro de 2005 | Lagartense                             | 3 - 2 | CSA                   | Estádio Barretão, Lagarto (SE) |
| 15:15 (UTC−3)         | Jorge Cruz 17' · André Saúde 21' 90+3' |       | Lino 1T' · Kelson 2T' | Árbitro: Rogério Lima da Rocha |

### 4ª Rodada
| 7 de setembro de 2005 | Corinthians-AL           | 2 - 4     | Lagartense                                               | Estádio Nelson Feijó, Maceió (AL) |
| 15:15 (UTC−3)         | Júnior 60' · Ednaldo 62' | relatório | João Santos 5' · André Saúde 53' · Rodrigo 57' · Gil 81' |                                   |

| 7 de setembro de 2005 | Itabaiana            | 2 - 0     | Coruripe | Estádio Presidente Médici, Itabaiana (SE) |
| 15:15 (UTC−3)         | Lima 71' · Kemps 89' | relatório |          | Árbitro: Rogério Lima da Rocha            |

| 7 de setembro de 2005 | Sergipe | 0 - 1     | ASA              | Estádio Batistão, Aracaju (SE)    |
| 15:15 (UTC−3)         |         | relatório | Tico Mineiro 39' | Árbitro: Paulo Antônio de Andrade |

- ASA: Danilo; Limoeiro, Márcio, Robinho e Belchior; Williams, Souza, Lourenço (Sinézio) e Raul Diogo (Ricardo Santana); Denílson e Tico Mineiro. Técnico: Erandir Montenegro.

| 7 de setembro de 2005 | CSA             | 1 - 1     | Confiança   | Estádio Rei Pelé, Maceió (AL)                                                                      |
| 17:00 (UTC−3)         | Lino 69' (pen.) | relatório | Alisson 33' | Árbitro: Jorge Luiz da Silva Assistentes: José Jaime da Rocha Bispo e Carlos Jorge Titara da Rocha |

### 5ª Rodada
| 14 de setembro de 2005 | Lagartense                                       | 5 - 0     | Coruripe | Estádio Barretão, Lagarto (SE) |
| 15:15 (UTC−3)          | Didi · Jorge Cruz · Cascata · André Saúde · Lima | relatório |          | Árbitro: Carlos Roberto Dória  |

| 14 de setembro de 2005 | Confiança                                            | 4 - 0     | ASA | Estádio Andrezão, Canindé de São Francisco (SE)    |
| 15:15 (UTC−3)          | Cléber 10' · Marcelinho 42' 45' · Alisson 82' (pen.) | relatório |     | Público: 2,698 pagantes Árbitro: Rubens dos Santos |

- ASA: Danilo; Fábio, Henrique, Márcio (Jota) e Belchior; Willams (Lamar), Robinho, Souza e Raul Diogo; Tico Mineiro e Denílson (Limoeiro). Técnico: Erandir Montenegro.

| 14 de setembro de 2005 | Corinthians-AL                    | 4 - 0 | Itabaiana | Estádio Nelson Feijó, Maceió (AL)                                                               |
| 15:15 (UTC−3)          | Neto 28' 52' · Deivid · Ytalo 85' |       |           | Árbitro: Hércules Martins Assistentes: José Jaime da Rocha Bispo e Carlos Jorge Titara da Rocha |

| 14 de setembro de 2005 | CSA | 0 - 0     | Sergipe | Estádio Rei Pelé, Maceió (AL)                                                                          |
| 20:30 (UTC−3)          |     | relatório |         | Público: 1,432 (1,237 pagantes) Árbitro: Flávio Omena Assistentes: José Magno Pimenta e Renato Varanda |

### 6ª Rodada
| 21 de setembro de 2005 | Sergipe | 0 - 3     | Corinthians-AL          | Estádio Batistão, Aracaju (SE) |
| 15:15 (UTC−3)          |         | relatório | Deivid 7' · Neto (pen.) |                                |

| 21 de setembro de 2005 | Coruripe                      | 3 - 1     | Confiança | Estádio Gerson Amaral, Coruripe (AL) |
| 15:15 (UTC−3)          | Ivan · Claudinho · Alexsandro | relatório | Kilzer    | Árbitro: Marcelo Fonseca             |

| 21 de setembro de 2005 | Itabaiana          | 1 - 1     | CSA      | Estádio Presidente Médici, Itabaiana (SE) |
| 15:15 (UTC−3)          | Márcio Carioca 25' | relatório | Gino 35' |                                           |

| 25 de setembro de 2005 | ASA          | 2 - 2     | Lagartense | Estádio Coaracy da Mata, Arapiraca (AL) |
| 16:00 (UTC−3)          | Tico Mineiro | relatório | Lima       | Árbitro: Sivaldo Silva dos Santos       |

### 7ª Rodada
| 28 de setembro de 2005 | Lagartense                    | 3 - 3     | Corinthians-AL                  | Estádio Barretão, Lagarto (SE)                           |
| 15:15 (UTC−3)          | Jorge Cruz 41' 46' · Lima 75' | relatório | Neto 40' 81' (pen.) · Ytalo 69' | Público: 1,715 pagantes Árbitro: Rubens dos Santos Filho |

- Lagartense: Robson; Jorge Alberto, Santiago (Alex), Rodrigo e Eduardo; Lima, Murilo (Didi), Júnior Oliveira e André Saúde; Jorge Cruz (Gil) e Cascata. Técnico: Natanael Ferreira.
- Corinthians-AL: Fabiano Heves; Leandro, Demerson, Edson e Júlio; Evandro (Marcos Vinicius), Ytalo, Ramon, Marco Antônio e Deivid (Reinaldo); Neto e Ramon. Técnico: Jean Carlos.

| 28 de setembro de 2005 | Coruripe | 0 - 0 | Itabaiana | Estádio Gerson Amaral, Coruripe (AL)                                       |
| 15:15 (UTC−3)          |          |       |           | Árbitro: Renato Varanda Assistentes: Pedro Jorge Santos e Henrique Eduardo |

| 28 de setembro de 2005 | ASA                                                   | 3 - 0     | Sergipe | Estádio Coaracy da Mata, Arapiraca (AL)                                                    |
| 20:30 (UTC−3)          | Tico Mineiro 56' · Denílson 81' · Ricardo Santana 85' | relatório |         | Árbitro: Charles Herbert Cavalcante Assistentes: Pedro Jorge Santos e José Antônio Batinga |

| 2 de outubro de 2005 | Confiança   | 1 - 1 | CSA        | Estádio Batistão, Aracaju (SE)                                                           |
| 15:15 (UTC−3)        | Alisson 28' |       | Kelson 15' | Árbitro: Rogério Lima da Rocha Assistentes: Cleriston Clay Rios e Sérgio José Lima Filho |

### 8ª Rodada
| 2 de outubro de 2005 | Itabaiana                 | 2 - 1 | ASA          | Estádio Presidente Médici, Itabaiana (SE) |
| 15:15 (UTC−3)        | Gol marcado · Gol marcado |       | Tico Mineiro |                                           |

| 4 de outubro de 2005 | CSA      | 1 - 1     | Lagartense | Estádio Barrancão, Piranhas (AL) |
| 15:15 (UTC−3)        | Berg 64' | relatório | Vitor 62'  |                                  |

- Lagartense: Robson; Jorge Alberto, João Santos, Santiago e Rodrigo; Lima, Murilo, Junior Oliveira (Didi); André Saúde e Jorge Cruz (Nino). Técnico: Natanael Ferreira.

| 5 de outubro de 2005 | Corinthians-AL        | 2 - 1 | Confiança | Estádio Nelson Feijó, Maceió (AL) |
| 15:15 (UTC−3)        | Ytalo · Marco Antônio |       | Marcelo   |                                   |

| 5 de outubro de 2005 | Sergipe | 0 - 1 | Coruripe    | Estádio Andrezão, Canindé de São Francisco (SE) |
| 15:15 (UTC−3)        |         |       | Mauro César |                                                 |

ClassificaçãoGrupos
| Grupo A | Grupo A    | Grupo A | Grupo A | Grupo A | Grupo A | Grupo A | Grupo A | Grupo A | Grupo A |
| Time | Time       | PG      | J       | V       | E       | D       | GP      | GC      | SG      |
| --- | ---------- | ------- | ------- | ------- | ------- | ------- | ------- | ------- | ------- |
| 1 | Itabaiana  | 15      | 8       | 4       | 3       | 1       | 11      | 9       | 2       |
| 2 | Lagartense | 13      | 8       | 3       | 4       | 1       | 21      | 14      | 7       |
| 3 | Confiança  | 9       | 8       | 2       | 3       | 3       | 10      | 9       | 1       |
| 4 | Sergipe    | 1       | 8       | 0       | 1       | 7       | 1       | 17      | -16     |
| PG - pontos ganhos; J - jogos; V - vitórias; E - empates; D - derrotas; GP - gols pró; GC - gols contra; SG - saldo de gols |            |         |         |         |         |         |         |         |         |

| Grupo B | Grupo B        | Grupo B | Grupo B | Grupo B | Grupo B | Grupo B | Grupo B | Grupo B | Grupo B |
| Time | Time           | PG      | J       | V       | E       | D       | GP      | GC      | SG      |
| --- | -------------- | ------- | ------- | ------- | ------- | ------- | ------- | ------- | ------- |
| 1 | ASA            | 14      | 8       | 4       | 2       | 2       | 12      | 11      | 1       |
| 2 | Corinthians-AL | 13      | 8       | 4       | 1       | 3       | 18      | 10      | 8       |
| 3 | Coruripe       | 12      | 8       | 3       | 3       | 2       | 9       | 11      | -2      |
| 4 | CSA            | 8       | 8       | 1       | 5       | 2       | 10      | 11      | -1      |
| PG - pontos ganhos; J - jogos; V - vitórias; E - empates; D - derrotas; GP - gols pró; GC - gols contra; SG - saldo de gols |                |         |         |         |         |         |         |         |         |

## Segunda fase

### Semifinais
Jogos de ida
| 8 de outubro de 2005 | Lagartense                          | 3 – 1     | Itabaiana | Estádio Barretão, Lagarto (SE)                                                                                      |
| 15:15 (UTC−3)        | Jorge Cruz 8' · André Saúde 36' 54' | relatório | Eri 53'   | Público: 2,490 pagantes Árbitro: Rogério Lima da Rocha Assistentes: José Carlos Vieira Santos Fabiano Tavares Dória |

| 12 de outubro de 2005 | Corinthians-AL | 1 – 1 | ASA   | Estádio Nelson Feijó, Maceió (AL) |
| 15:15 (UTC−3)         | Ytalo          |       | Souza |                                   |

Jogos de volta
| 16 de outubro de 2005 | Itabaiana          | 2 – 1     | Lagartense     | Estádio Presidente Médici, Itabaiana (SE)                        |
| 15:15 (UTC−3)         | Nem 45' · Jajá 67' | relatório | Jorge Cruz 40' | Público: 1,922 pagantes Árbitro: Paulo Antônio Santos de Andrade |

| 16 de outubro de 2005 | ASA                        | 2 – 0 | Corinthians-AL | Estádio Coaracy da Mata, Arapiraca (AL) |
| 17:00 (UTC−3)         | Lamar 1' · Ricardo Santana |       |                |                                         |

### Finais
| 22 de outubro de 2005 | Lagartense | 0 – 1     | ASA        | Estádio Barretão, Lagarto (SE) |
| 15:15 (UTC−3)         |            | relatório | Márcio 60' | Público: 2,723 pagantes Árbitro: Hercules Martins da Silva Assistentes: Afrânio Almeida Silva e Edézio Fernandes de Melo Sobrinho |

- Lagartense: Robson; Didi, Santiago (Gil), Rodrigo, João Santos e Eduardo; Lima, Murilo (Vítor) e Cascata; André Saúde e Jorge Cruz. Técnico: Freitas Nascimento.
- ASA: Danilo; Fábio, Márcio, Henrique e Belchior; Robinho, Williams, Souza e Lamar (Raul Diogo); Denílson (Limoeiro) e Tico Mineiro. Técnico: Gilson Baiano.

| 26 de outubro de 2005 | ASA              | 1 – 0     | Lagartense | Estádio Coaracy da Mata, Arapiraca (AL)    |
| 20:30 (UTC−3)         | Tico Mineiro 46' | relatório |            | Público: 3,392 Árbitro: Antônio Hora Filho |

|  | ASA | Lagartense |

| ASA:          |  |              |  |    |
|               |  |              |  |    |
| G             |  | Danilo       |  |    |
| LD            |  | Limoeiro     |  |    |
| Z             |  | Robinho      |  |    |
| Z             |  | Fábio        |  |    |
| LE            |  | Lourenço     |  |    |
| M             |  | Williams     |  |    |
| M             |  | Souza        |  |    |
| M             |  | Raul Diogo   |  |    |
| M             |  | Lamar        |  |    |
| A             |  | Tico Mineiro |  | a' |
| A             |  | Denílson     |  |    |
| Substituição: |  |              |  |    |
|               |  | Sinézio      |  | a' |
| Treinador:    |  |              |  |    |
| Gilson Baiano |  |              |  |    |

| LAGARTENSE:        |  |               |  |    |
|                    |  |               |  |    |
| G                  |  | Robson        |  |    |
| LD                 |  | Jorge Alberto |  |    |
| Z                  |  | Rodrigo       |  |    |
| Z                  |  | João Santos   |  |    |
| LE                 |  | Eduardo       |  |    |
| M                  |  | Didi          |  | a' |
| M                  |  | Lima          |  | b' |
| M                  |  | Murilo        |  |    |
| M                  |  | Cascata       |  |    |
| A                  |  | André Saúde   |  |    |
| A                  |  | Jorge Cruz    |  | c' |
| Substituição:      |  |               |  |    |
|                    |  | Gil           |  | a' |
|                    |  | Vitor         |  | b' |
|                    |  | Nino          |  | c' |
| Treinador:         |  |               |  |    |
| Freitas Nascimento |  |               |  |    |

## Campeão
| Copa Alagipe            |
| ----------------------- |
| ASA Campeão (1º título) |

## Números
- Maior goleada: Lagartense 5 x 0 Coruripe - 14 de setembro de 2005
- Melhor ataque: Lagartense - 25 gols
- Melhor defesa: Confiança - 9 gols